# Oxytropis hirta
Oxytropis hirta är en ärtväxtart som beskrevs av Aleksandr Andrejevitj Bunge. Oxytropis hirta ingår i släktet klovedlar, och familjen ärtväxter. Utöver nominatformen finns också underarten O. h. wutuiensis.